# Serial Mom
Serial Mom (conocida como Mamá es una asesina en Hispanoamérica y como Los asesinatos de mamá en España) es una película de comedia y humor negro escrita y dirigida por John Waters, y protagonizada por Kathleen Turner, Sam Waterston, Ricki Lake y Matthew Lillard. La película contempla la vida de una supuesta madre modelo llamada Beverly Sutphin cuyo esposo es dentista y tiene dos hijos, de los cuales al varón, quien trabaja en un videoclub le fascinan y obsesionan las películas de terror, sin embargo, todo aquel que suponga una amenaza para su familia es asesinado por ella. Se puede percibir en la película una amplia crítica a la sociedad estadounidense con sarcasmo.

## Reparto
- Kathleen Turner - Beverly Sutphin
- Sam Waterston - Eugene Sutphin
- Ricki Lake - Misty Sutphin
- Matthew Lillard - Chip Sutphin
- Scott Wesley Morgan - Detective Pike
- Walt MacPherson - Detective Gracey
- Patricia Dunnock - Birdie
- Mink Stole - Dottie Hinkle
- Mary Jo Catlett - Rosemary Ackerman
- Justin Whalin - Scotty Barnhill
- Patty Hearst - Jurado #6
- Traci Lords - Chica que ha quedado con Carl
- Tim Caggiano - Marvin A. Pickles
- Jeff Mandon - Howell Hawkins
- Kim Swann - Luann Hodges
- Suzanne Somers - Ella misma
- Joan Rivers - Ella misma

Antes de empezar el rodaje de la película, Waters consideró para el papel de Beverly a actrices como Meryl Streep, Kathy Bates y Glenn Close, pero finalmente el personaje fue adjudicado a Kathleen Turner.
- Datos: Q610670